# Mateo Pavlović
Mateo Pavlović (* 9. Juni 1990 in Mostar) ist ein kroatischer Fußballspieler.

## Karriere

### Verein
Pavlović absolvierte sein Profidebüt bei seinem Jugendverein NK Zagreb am 9. November 2008 beim Spiel gegen Hajduk Split (0:4). In darauffolgenden Saisons war er Stammspieler und spielte sowohl in der Liga als auch im kroatischen Pokalwettbewerb.
Im April 2011 wurde bekannt, dass bereits internationales Interesse an ihm bestehe und Scouts von Bayern München, Werder Bremen, VfB Stuttgart und Zenit Sankt Petersburg ihn beobachteten.
Zum 1. Januar 2013 wechselte Pavlović für 1,2 Millionen Euro zu Werder Bremen. Er unterschrieb einen Vertrag bis zum 30. Juni 2016. Sein Debüt für Werder gab er am 23. Spieltag beim Spiel gegen den FC Bayern München (1:6), als er von Trainer Thomas Schaaf in der 46. Spielminute für Aaron Hunt eingewechselt wurde.
Im Februar 2014 wurde Pavlović bis Saisonende an den ungarischen Erstligisten Ferencváros Budapest ausgeliehen. Im Juli 2014 wurde das Leihgeschäft um ein weiteres Jahr bis Saisonende 2015 verlängert.
Zur Saison 2015/16 kehrte Pavlović nach Bremen zurück.
Zur Saison 2016/17 wechselte er zum französischen Erstligisten SCO Angers. In den folgenden fünf Jahren absolvierte der Kroate in Angers insgesamt 109 Pflichtspiele, davon 91 in der französischen Ligue 1. Im Sommer 2021 schloss er sich ablösefrei dem SC Amiens an. 2022 ging er nach Kroatien zum HNK Rijeka.

### Nationalmannschaft
Zu Beginn seiner Karriere spielte Pavlović noch für die U-17 Bosnien-Herzegowinas, ehe er sich 2008 entschied für Kroatien zu spielen. Im März 2013 wurde er  erstmals für die A-Nationalmannschaft nominiert.

## Erfolge
Ferencváros Budapest
- Ungarischer Pokalsieger: 2014/15